# Список Североамериканских чемпионов NXT
Североамериканский чемпион NXT (англ. NXT North American Championship) — Второстепенный чемпионский титул в профессиональном реслинге, созданный и продвигаемый американским рестлинг-промоушеном World Wrestling Entertainment (WWE), на бренде развития NXT. Защита титула происходит исключительно на шоу NXT 2.0 и специальных Pay-per-view шоу NXT TakeOver. Чемпионат был впервые представлен 7 марта 2018 года на очередном эпизоде NXT, на котором генеральный менеджер бренда Уильям Ригал объявил о проведении лестничного матча на NXT TakeOver: Новый Орлеан, чтобы определить первого чемпиона. Адам Коул стал первым чемпионом победив EC3, Киллиана Дайна, Рикошета, Ларса Салливана и Вельветина Дрима. Кармело Хейс является действующим чемпионом, держа титул в первый раз. Он победил Исайя "Сверт" Скотта на очередном выпуске NXT 2.0, от 12 октября 2021 года, воспользовавшись своим контактом на любой титульный матч.
Чемпионат оспаривается в профессиональных матчах рестлинга, в которых участники отыгрывают тот или иной сценарии, включая сценарии положительного персонажа - Face-а и отрицательного Heel-а.. Некоторые чемпионства завоёвывались рестлерами используя сценический псевдоним, в то время как другие использовали свое настоящее имя.
За всё время поясом владело 11 чемпионов, а всего смен владельца было 13 раз, один раз титул становился вакантным.. Джонни Гаргано имеет в активе 3 титула. Вельветин Дрим - держит самое продолжительное единовременное чемпионство в 231 день, самое продолжительное комбинированное чемпионство так же у Вельветина Дрима в 231 день. Первое чемпионство Джонни Гаргано является самым коротким 4 дня. Дамиан Прист был самым возрастным чемпионом, выигравший титул в возрасте 37 лет. Самым же молодым был Вельветина Дрим, он выиграла свой титул в возрасте 23 лет.

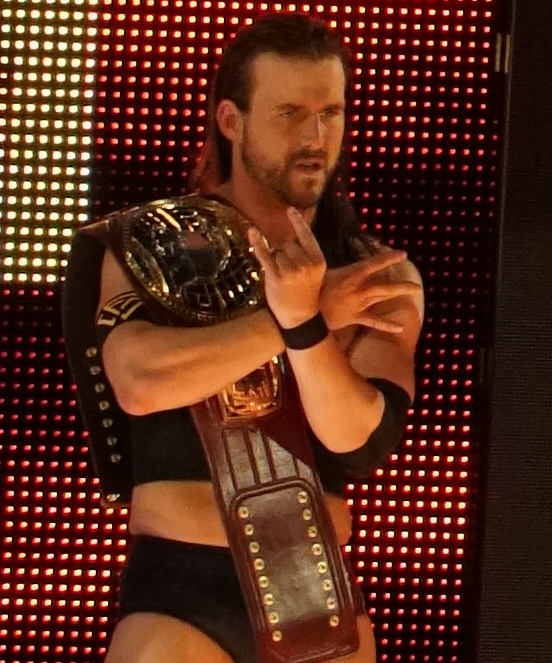
Первый чемпион,
Адам Коул

## История титула

### Действующий Североамериканский чемпион
На 2 августа 2025 года действующий чемпион - Кармело Хейс который держит титул Североамериканского чемпиона в первый раз.

### Список чемпионов
По состоянию на 2 августа 2025 года титулом владело одиннадцать чемпионов и один раза его делали вакантным.

#### Чемпионы 2010—2019 годов
| № | Рестлер        | Фото | Дата                  | Статистика | Статистика | Статистика | Город                       | Шоу                        | Примечания                                                                                      | Ссылки        |
| № | Рестлер        | Фото | Дата                  | К.Ч.       | Дней       | WWE        | Город                       | Шоу                        | Примечания                                                                                      | Ссылки        |
| - | -------------- | ---- | --------------------- | ---------- | ---------- | ---------- | --------------------------- | -------------------------- | ----------------------------------------------------------------------------------------------- | ------------- |
| 1 | Адам Коул      |      | 7 апреля 2018 года    | 1          | 133        | 132        | Новый Орлеан, Луизиана, США | NXT TakeOver: Новый Орлеан | В матче с лестницами победил EC3, Киллиана Дайна, Рикошета, Ларса Салливана и Вельветина Дрима. | [ 17 ] [ 18 ] |
| 2 | Рикошет        |      | 18 августа 2018 года  | 1          | 161        | 161        | Бруклин, Нью-Йорк, США      | NXT TakeOver: Бруклин 4    | Поединок один на один.                                                                          | [ 20 ] [ 21 ] |
| 3 | Джонни Гаргано |      | 26 января 2019 года   | 1          | 4          | 25         | Финикс, Аризона, США        | NXT TakeOver: Феникс       | Поединок один на один.                                                                          | [ 23 ] [ 24 ] |
| 4 | Вельветин Дрим |      | 30 января 2019 года   | 1          | 231        | 209        | Уинтер-Парк, Флорида, США   | NXT                        | Поединок один на один. Трансляция состоялась 20 февраля 2019 года.                              | [ 25 ]        |
| 5 | Родерик Стронг |      | 18 сентября 2019 года | 1          | 126        | 126        | Уинтер-Парк, Флорида, США   | NXT                        | Поединок один на один. Группировка Неоспоримая Эра вмешивалась в матч.                          | [ 27 ]        |

#### Чемпионы с 2020—по н.в.
| №  | Рестлер             | Фото | Дата                 | Статистика | Статистика | Статистика | Город                     | Шоу                           | Примечания | Ссылки |
| №  | Рестлер             | Фото | Дата                 | К.Ч.       | Дней       | WWE        | Город                     | Шоу                           | Примечания | Ссылки |
| -- | ------------------- | ---- | -------------------- | ---------- | ---------- | ---------- | ------------------------- | ----------------------------- | --- | ------ |
| 6  | Кит Ли              |      | 22 января 2020 года  | 1          | 175        | 181        | Уинтер-Парк, Флорида, США | NXT                           | Поединок один на один. Группировка Неоспоримая Эра вмешивалась в матч. После матча на Неоспоримую Эру напали Imperium.                                                       | [ 29 ] |
| —  | Титул вакантен      |      | 15 июля 2020 года    | —          | —          | —          | Уинтер-Парк, Флорида, США | NXT                           | Кит Ли сам вакантировал титул через две недели, после выигрыша чемпионата NXT. Трансляция состоялась 22 июля 2020 года.                                                      | [ 30 ] |
| 7  | Дамиан Прист        |      | 22 августа 2020 года | 1          | 67         | 67         | Уинтер-Парк, Флорида, США | NXT TakeOver: XXX             | Победил в пятистороннем матче с лестницами. В матче так же приняли участия Бронсон Рид, Кэмерон Граймс, Джонни Гаргано и Вельветин Дрим.                                     | [ 32 ] |
| 8  | Джонни Гаргано      |      | 28 октября 2020 года | 2          | 14         | 14         | Орландо, Флорида, США     | NXT: Halloween Havoc          | Хардкорный матч «дьявольское место», удержание где угодно и без дисквалификаций. Неизвестный в костюме и маске из серии фильмов Крик атаковал Дамиана.                       | [ 34 ] |
| 9  | Леон Рафф           |      | 11 ноября 2020 года  | 1          | 25         | 25         | Орландо, Флорида, США     | NXT                           | Дамиан Прист отвлекал на себя внимание Гаргано. | [ 36 ] |
| 10 | Джонни Гаргано      |      | 6 декабря 2020 года  | 3          | 163        | 163        | Орландо, Флорида, США     | NXT TakeOver: WarGames (2020) | Матч «тройная угроза», в котором также принял участие Дамиан Прист. | [ 38 ] |
| 11 | Бронсон Рид         |      | 18 мая 2021 года     | 1          | 42         | 41         | Орландо, Флорида, США     | NXT                           | Матч в стальной клетке. | [ 40 ] |
| 12 | Исайя "Сверт" Скотт |      | 29 июня 2021 года    | 1          | 105        | 104        | Орландо, Флорида, США     | NXT                           | Группировка Hit Row вмешивались в матч. | [ 41 ] |
| 13 | Кармело Хейс        |      | 12 октября 2021 года | 1          | 1390+      | 1390+      | Орландо, Флорида, США     | NXT 2.0                       | Кармело Хейс воспользовался контрактом на любой матч, заработанный им на турнире прорыв 2021. Исайя "Сверт" Скотт в предыдущем матче защищал чемпионство от Сантоса Эскобара | [ 14 ] |

### По количеству дней владения титулом
| Символ | Значение            |
| ------ | ------------------- |
| X+     | Действующий чемпион |

На 2 августа 2025 года
| №  | Рестлер             | Чемпионских титулов | Количество дней владения титулом | Количество дней владения титулом |
| №  | Рестлер             | Чемпионских титулов | C даты завоевания                | Признанные федерацией            |
| -- | ------------------- | ------------------- | -------------------------------- | -------------------------------- |
| 1  | Вельветин Дрим      | 1                   | 231                              | 209                              |
| 2  | Джонни Гаргано      | 3                   | 181                              | 202                              |
| 3  | Кит Ли              | 1                   | 175                              | 181                              |
| 4  | Рикошет             | 1                   | 161                              | 161                              |
| 5  | Адам Коул           | 1                   | 133                              | 132                              |
| 6  | Родерик Стронг      | 1                   | 126                              | 126                              |
| 7  | Исайя "Сверт" Скотт | 1                   | 105                              | 104                              |
| 8  | Дамиан Прист        | 1                   | 67                               | 67                               |
| 9  | Бронсон Рид         | 1'                  | 42                               | 41                               |
| 10 | Леон Рафф           | 1                   | 25                               | 25                               |
| 11 | Кармело Хейс        | 1                   | 1390+                            | 1390+                            |

### Комментарии
1. ↑  Архивная копия от 11 января 2023 на Wayback Machine История титула на официальном сайте WWE
2. ↑  209 дней как признано WWE
3. ↑  25 дней как признано WWE